# Chrysler PT Cruiser
La Chrysler PT Cruiser est un modèle d'automobile construit par le constructeur automobile américain Chrysler entre 2000 et 2010. Son design a été choisi pour rappeler les lignes d'anciens modèles américains.
La PT Cruiser est fabriquée à partir de mars 2000 (millésime 2001) comme modèle d'entrée de gamme de la marque.

## Nom
Officiellement, PT signifie « Personal Transportation ». D'autres explications non officielles existent : la voiture était prévue au départ pour être commercialisée sous la marque Plymouth sous le nom Plymouth Truck (PT). Autre explication, la plate-forme. Celui de la Dodge Neon était la Chrysler PL plateforme, PL pour Platform Low : celle du Cruiser se serait donc appelée Platform Tall (PT).
Il est aussi intéressant de faire un rapprochement avec l'inscription "P.T. Tucker Automobile" du plan original de la Tucker '48 de Preston Tucker.

## Présentation
La PT Cruiser est un véhicule à cinq places à traction avant, Chrysler a spécialement conçu la PT Cruiser pour qu'elle soit conforme aux critères de la NHTSA afin de rendre le rendement énergétique moyen conforme aux normes CAFE. Un modèle GT suralimenté a été introduit pour 2003. Un cabriolet a été introduit en 2005.

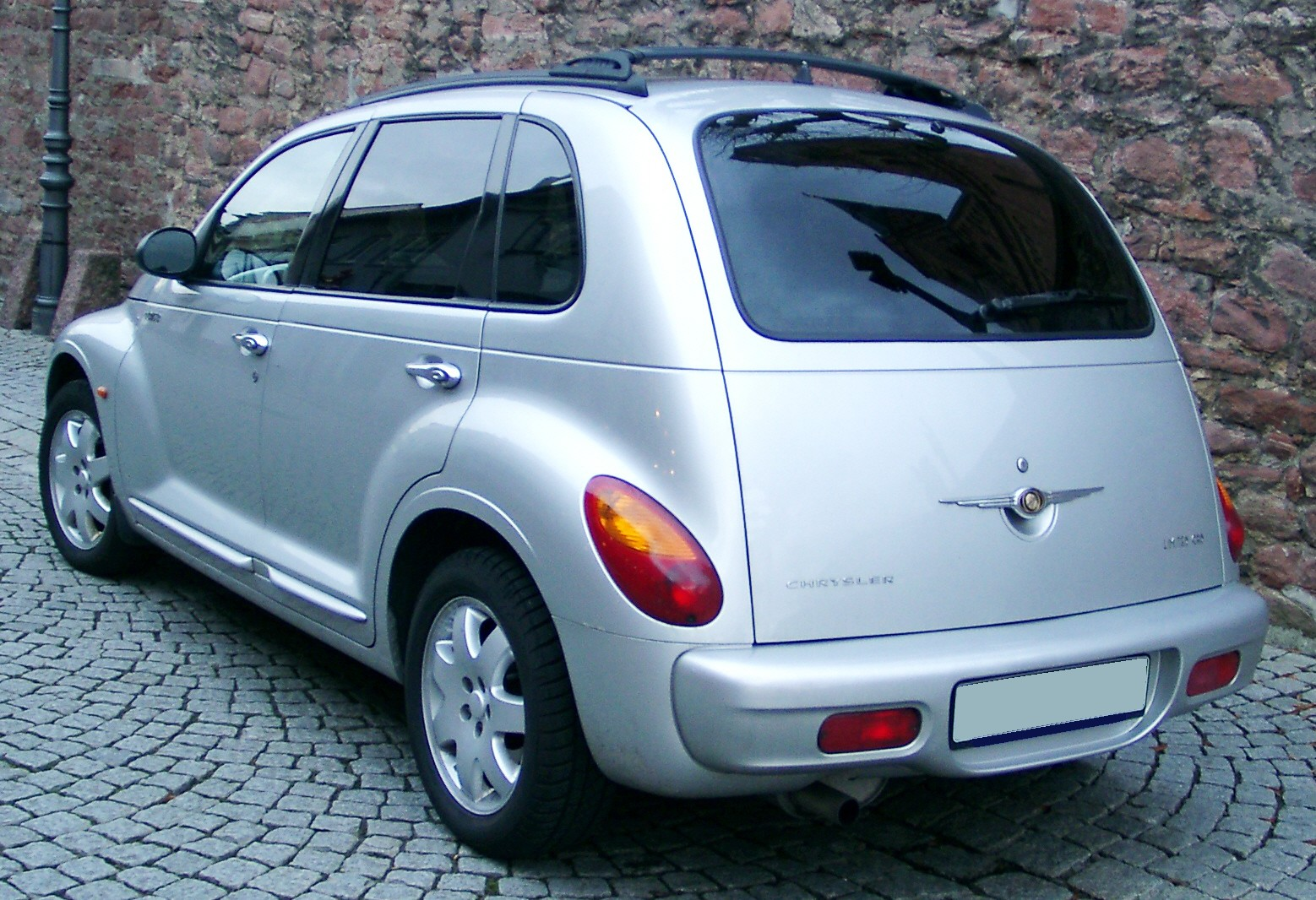
Chrysler PT Cruiser phase 1 berline

La PT Cruiser a été fabriquée à Toluca, au Mexique. Le 8 mars 2006, DaimlerChrysler a annoncé avoir construit la millionième PT Cruiser à l'usine de Toluca. La dernière PT Cruiser construite par Chrysler a quitté la chaîne de montage le 9 juillet 2010. Un porte-parole de Chrysler a déclaré que le dernier modèle était de couleur Stone White et était destinée à un concessionnaire américain. Au total, 1 050 281 PT Cruisers ont été vendues aux États-Unis.
La PT Cruiser a également été assemblée à l’Eurostar Automobilwerk de Graz, en Autriche, pour les marchés mondiaux (hors Amérique du Nord) en 2002, sous le code de production PG. Les PT Cruiser européennes construites en 2001 ou à partir de 2003 l'ont été au Mexique sous le code de production PT. La version américaine est équipée de série d'un moteur à essence de 2,4 litres à quatre cylindres. En plus de ce modèle proposé de série, un moteur diesel à quatre cylindres de 2,2 L construit par Mercedes Benz était également disponible en Europe, en Asie et en Afrique du Sud à partir de 2002. Un moteur de 2,0 L (D4RE) était également disponible en dehors des États-Unis. Il produisait 140 ch (104 kW) SAE à 6 500 tr/min avec un couple de 176 N m à 4 800 tr/min. En juillet 2000, la PT Cruiser a remplacé la Neon au Japon dans la gamme Chrysler. Chrysler a vendu plus de 10 000 PT Cruisers au Japon. La berline cinq portes et la décapotable deux portes, ainsi que la version turbo GT, ont été vendues au Japon dans des configurations avec conduite à droite. Les versions japonaises ont été fabriquées à l'usine autrichienne et ont été équipées de manière très similaire aux spécifications européennes. La PT Cruiser était proposée au Japon jusqu'en avril 2010, avant d'y être remplacée par la Dodge Caliber. 
En 2001, Car and Driver a classé la PT Cruiser sur sa liste des 10 meilleures voitures et la PT Cruiser a également remporté le titre de voiture de l’année nord-américaine. En 2013, Top Gear a nommé la PT Cruiser Cabriolet comme la pire voiture des vingt dernières années.

## Conception
La PT Cruiser a été initialement conçue avant la fusion de Chrysler avec Daimler-Benz[réf. nécessaire]. À l'époque, Chrysler avait prévu un nouveau look pour Plymouth, présenté en avant-première par le "hot rod" Plymouth Prowler. Des éléments stylistiques du Prowler, en particulier la calandre, ont été utilisés pour créer le concept car Plymouth Pronto en 1997. Le look a été affiné et, en 1998, un autre concept de Plymouth, appelé Pronto Cruizer, a directement prévisualisé le style de la PT Cruiser. Le Pronto Cruizer a été conçu comme une interprétation moderne de la Chrysler Airflow avec des composants de la Dodge Neon, mais la conception finale utilisait une plate-forme distincte. Après que la nouvelle société DaimlerChrysler ait abandonné la marque Plymouth, la PT Cruiser était commercialisée en tant que modèle Chrysler. 
La PT Cruiser ressemble également au prototype Chrysler CCV de 1997 - qui évoluerait vers le style du PT Cruiser[réf. nécessaire].
Destiné à évoquer un look des années 30, la PT Cruiser de 2000 est née d'une collaboration avec Robert A. Lutz, qui était un cadre chez Chrysler à l'époque, le Dr Clotaire Rapaille et Bryan Nesbitt, qui a ensuite conçu la Chevrolet HHR, la réponse du concurrent General Motors au PT Cruiser.

## Restylage

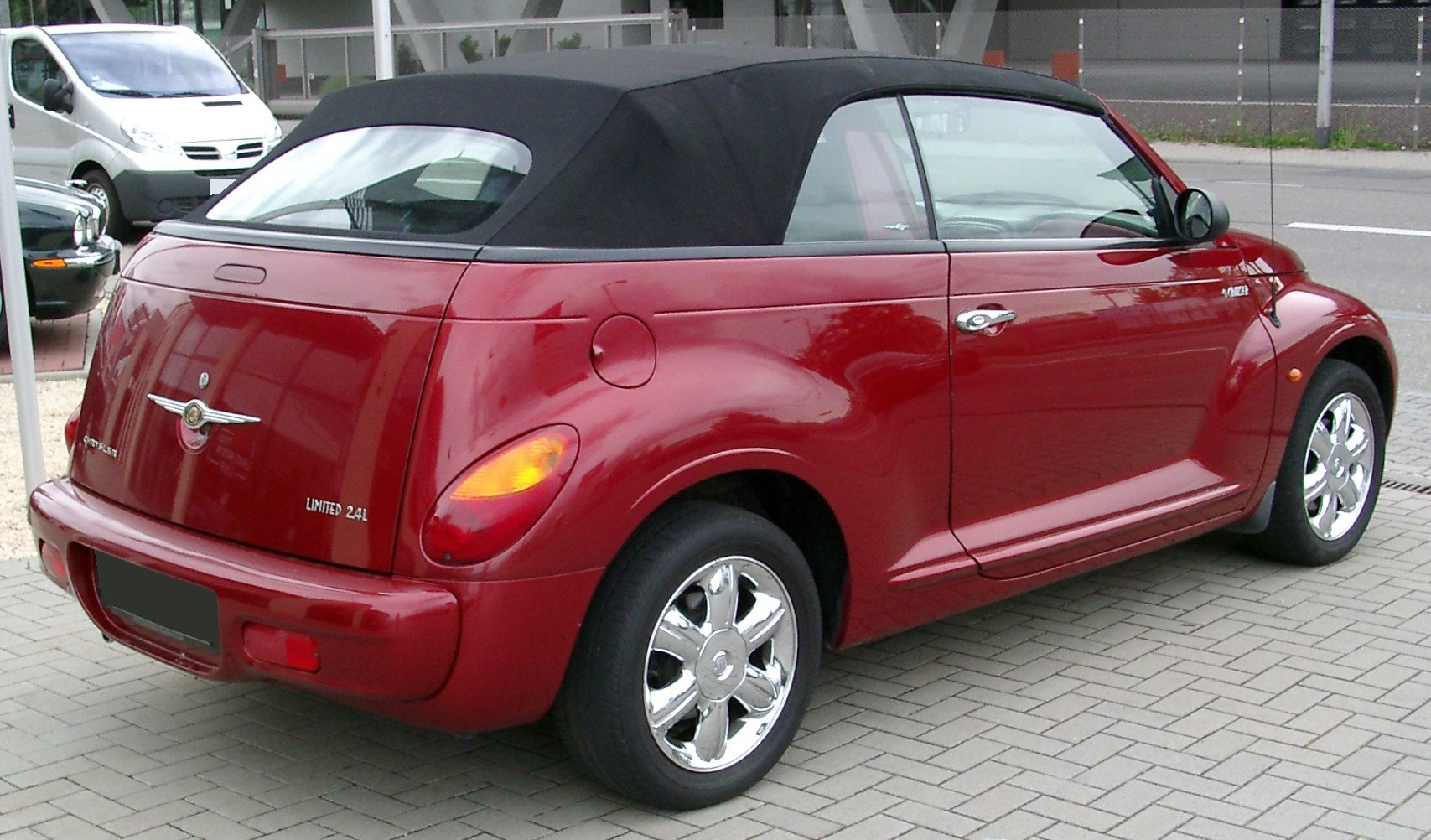
Chrysler PT Cruiser cabriolet phase 1

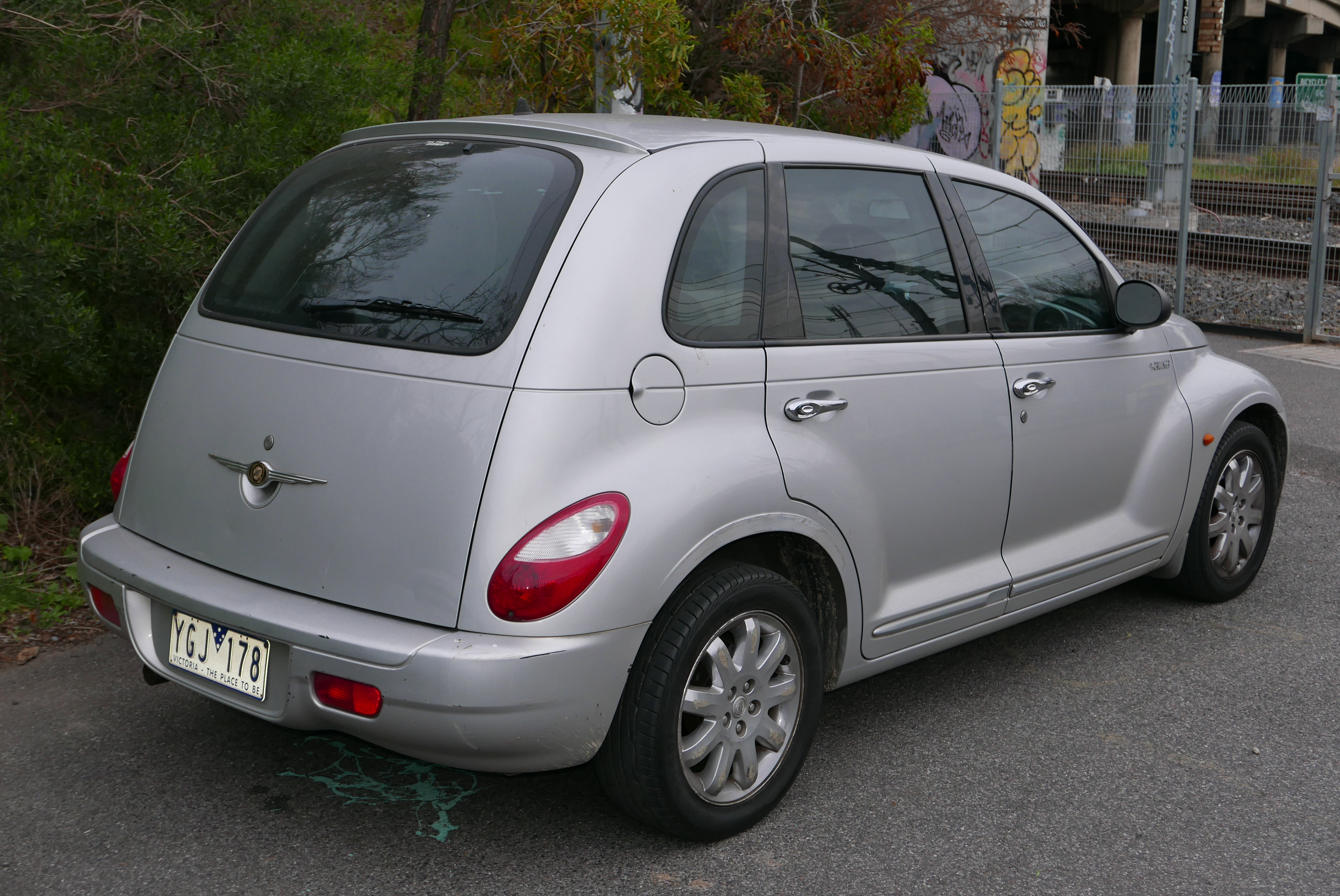
Chrysler PT Cruiser phase 2 berline

Les modèles PT Cruiser comprenaient les versions Classic Edition, Limited Edition, Touring Edition, PT Cruiser GT, "Dream Cruiser", "Street Cruiser", et "Pacific Coast Highway Edition" (ces 3 derniers n'étant pas vendus en France). Les modèles de l’édition Turbo non GT (180 ch), introduits en 2004, ont été identifiés par un badge «2.4L Turbo» dans le coin inférieur droit du hayon arrière. Le modèle GT (introduit en 2003) porte un badge «2.4L Turbo High Output» dans le coin droit du hayon, indiquant la version du moteur de 215 à 230 ch.

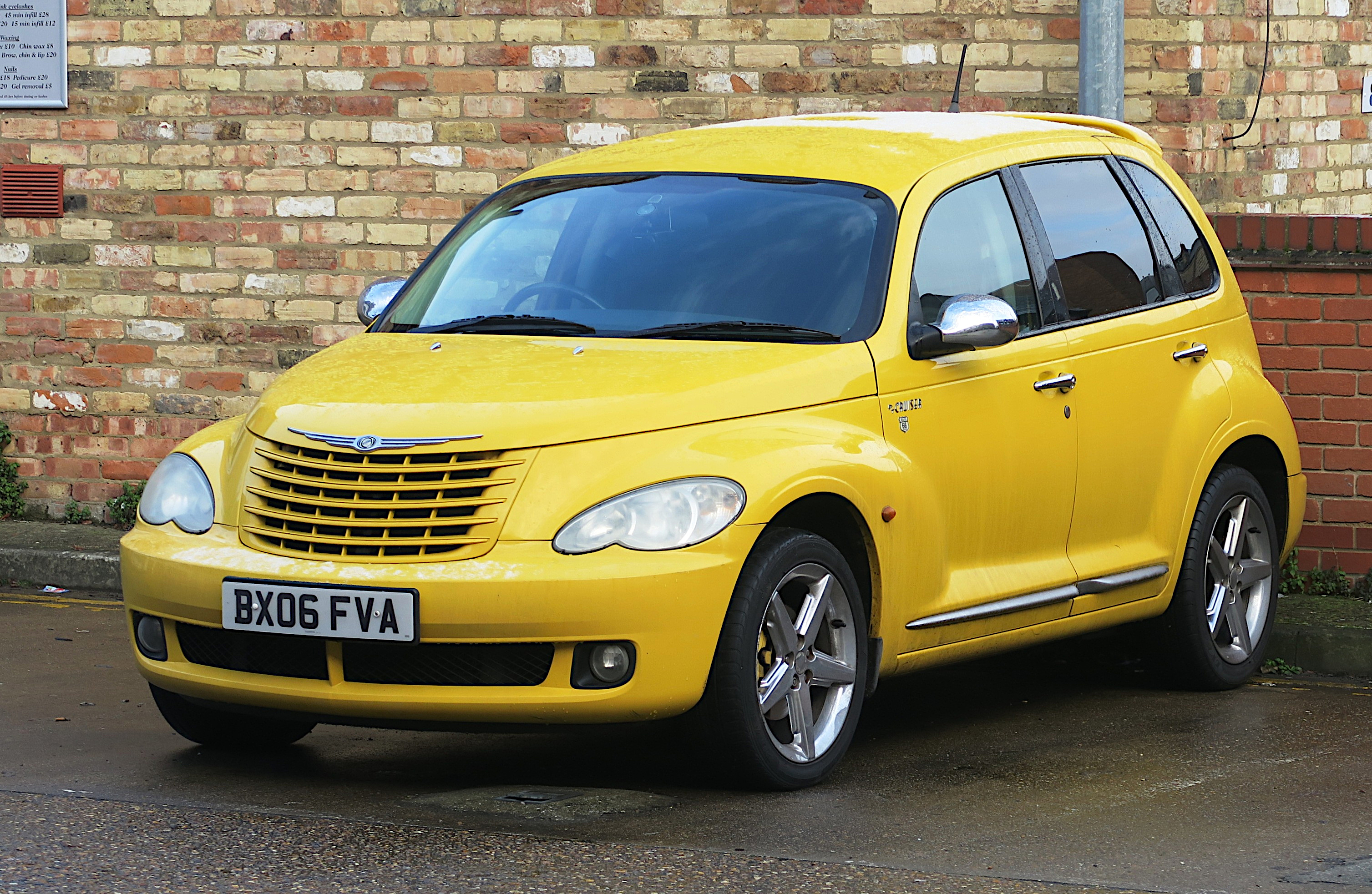
Chrysler PT Cruiser phase 2 berline

La PT Cruiser a connu un restylage en 2006, préfiguré par le California Cruiser, pour inclure des phares en forme de gouttes, à l'image de Mercedes, une calandre révisée ne dépassant plus sous le "pare-chocs", un nouveau carénage avant inférieur, ainsi que des feux antibrouillard ronds et des feux arrière redessinés. Les évolutions de l'habitacle ont consisté en une modification du tableau de bord via l'intégration d'une horloge analogique dans la colonne centrale. Le système audio adoptait une prise d'entrée de ligne pour lecteurs MP3 intégrée au tableau de bord. La finition était améliorée avec une console en aluminium brossé. Des fonctionnalités telles que la radio par satellite, un système audio haut de gamme de Boston Acoustics avec amplificateur externe et subwoofer et la fonction mains libres Bluetooth pour téléphones mobiles compatibles sont également devenues disponibles en 2006. Le système audio standard incluait désormais une chaîne stéréo A/MF/M avec lecteur de CD monodisque et prise d’entrée audio auxiliaire de 3,5 millimètres avec six haut-parleurs, remplaçant un lecteur de cassettes et quatre haut-parleurs. Le quatre cylindres turbocompressé de 2,4 litres était disponible en versions de 180 ch (134 kW) ou de 230 ch «High Output». Un régulateur de vitesse "Mopar" fut proposé sur les modèles 2007. Également en 2007, les concessionnaires Chrysler ont été autorisés à commander des véhicules avec des options distinctes (options non regroupées parmi les ensembles d'options), telles que des freins antiblocage et des airbags latéraux. 
En 2010, dernière année de production de la PT Cruiser, un seul niveau de finition était disponible : la PT Cruiser Classic. Elle comprenait un moteur à quatre cylindres en ligne de 2,4 litres (I4) d’une puissance de 150 chevaux, une transmission automatique standard à quatre vitesses, une chaîne stéréo AM/FM avec lecteur de CD à disque unique, une prise d’entrée audio auxiliaire de 3,5 millimètres et six haut-parleurs, un aileron arrière, une climatisation, un régulateur de vitesse, un système de surveillance de la pression des pneus (TPMS), un airbags SRS standard à l'avant et à l'arrière, un télédéverrouillage avec deux télécommandes et un avertisseur panic, des freins antiblocage ABS de série, des jantes en alliage de seize pouces, et bien d'autres équipements. Les équipements en option proposent des sièges en cuir, un siège baquet avant à réglage électrique, un toit ouvrant basculant et coulissant à commande électrique et des sièges baquets avant chauffants à deux assises. Les couleurs optionnelles extérieures étaient Bright Silver Metallic, Brilliant Black Crystal Pearl Coat, Deep Water Blue Pearl Coat, Inferno Red Crystal Tinted Pearl Coat, Silver Steel Metallic et Stone White Clear Coat. La seule couleur optionnelle intérieure était Pastel Slate Gray. Le prix de la Chrysler PT Cruiser Classic 2010, dans le PDSF, commençait à 18 275,00 $.

## Sécurité
En 2002, l'Euro NCAP a attribué à la PT Cruiser une note de trois (sur cinq) étoiles. La voiture a obtenu de mauvais résultats au test de choc frontal (6 points sur 16 possibles). La hauteur des sièges et les airbags latéraux ont permis d'atteindre un score maximum de 16 points lors du test d'impact latéral. Les faibles scores frontaux s'expliquent en partie par l'amorti près des genoux, conçu pour protéger les occupants sans ceinture, qui n'est pas un critère dans l'UE où les passagers doivent porter la ceinture de sécurité.
l'Insurance Institute for Highway Safety a attribué à la PT Cruiser la note globale la plus élevée de "Bien" pour la protection des occupants en cas de collision frontale et la note globale la plus faible de "Médiocre" pour les collisions latérales. C'était la seule petite voiture à ne pas offrir de contrôle électronique de stabilité,.

## Motorisations
La PT cruiser fut proposée initialement avec un moteur de 2.0 litres (Chrysler Neon). Une déclinaison de 1.6 litre de 120 CV a été commercialisée sur les marchés américains. Seul le moteur 2.0 de 140 CV équipait initialement les PT Cruiser importées en Europe. Pour mieux s'adapter à la demande européenne, le groupe Daimler Benz (propriétaire de Chrysler) lui greffe en mars 2002 un moteur diesel (appelé 2.2 CRD pour Common Rail Diesel). C'est un moteur diesel de 2,2 litres à injection directe avec turbo et doubles arbres d'équilibrage contra-rotatifs de 121 CV. Ce moteur équipait la Mercedes Classe E, mais sur la PT Cruiser c'est la version des « utilitaires » Mercedes Vito et Vano qui a été retenue. Il développe 121 CV et offre un couple de 300 N m entre 1 600 et 2 600 tr/min pour une consommation moyenne de moins de 7 litres de gazole. Comme prévu, le moteur diesel représente rapidement la majorité des ventes de PT Cruiser dans de nombreux pays européens : par exemple, en France, en 2003, pour 10 PT Cruiser vendus, 9 étaient équipés du moteur 2.2 diesel.
La gamme européenne du PT Cruiser est complétée en septembre 2003 d'une version sportive GT, équipée d'un moteur 2.4 turbo 223 ch.
| Type / motorisation                                                 | Puissance                      | Couple                                     | Consommation | CO2      |
| ------------------------------------------------------------------- | ------------------------------ | ------------------------------------------ | ------------ | -------- |
| essence 2 litres 141 chv                                            |                                |                                            |              |          |
| Diesel 2.2 (à partir de novembre 2005).                             | 121 ch (89 kW) à 4 200 tr/min  | 30,6 mkg (300 N m) de 1 600 à 2 600 tr/min | 6,7 l/100 km | 183 g/km |
| Essence 2.4 (septembre 2004 à janvier 2009)                         | 143 ch (105 kW) à 5 200 tr/min | 21,8 mkg (214 N m) à 4 000 tr/min          | 9,4 l/100 km | 258 g/km |
| Essence 2.4 turbo (septembre 2004[réf. nécessaire] à novembre 2007) | 223 ch (164 kW) à 5 100 tr/min | 33,8 mkg (332 N m) à 3 950 tr/min          | 9,3 l/100 km | 200 g/km |

## Niveaux de finition
Hayon à 5 portes
- Base - Inclus boîte manuelle à 5 vitesses, stéréo A / M-F / M avec lecteur de cassettes (ou lecteur CD à disque unique et prise d'entrée audio auxiliaire pour les modèles de 2006-2009) et 6 haut-parleurs haut de gamme, fenêtres manuelles (plus tard avec vitres électriques) et serrures de porte manuelles (plus tard avec serrures de porte électriques), roues de quinze pouces (15") en acier avec enjoliveurs, surfaces d'assise en tissu et banquette arrière rabattable.
- Limited - Ajout d'une chaîne stéréo A / M-F / M avec lecteurs de cassettes et CD (plus tard un changeur CD / MP3 à six disques) et des haut-parleurs haut de gamme Infinity (plus tard Boston Acoustics) avec amplificateur externe, roues en alliage chromé, toit ouvrant électrique et sièges cuir et chauffants en plus de la Touring.
- Touring - Ajout de la stéréo A / M-F / M avec un lecteur de CD à disque unique, vitres et serrures de porte électriques et entrée sans clé en plus de la Base.
- Touring Signature Series - Ajout d'enceintes premium Boston Acoustics avec amplificateur externe, roues en alliage et détails extérieurs de couleur assortie en plus de la Touring. Emblèmes spéciaux W.P. Chrysler Signature Series sur les ailes avant.
- Street Cruiser - Ajout d'un kit carrosserie, roues en alliage spécial et détails extérieurs de couleur assortie.
- GT - Ajout du moteur quatre cylindres en ligne turbocompressé de 2,4 L à haute performance, roues en alliage spécial et kit carrosserie en plus de la Limited. Emblème GT Cruiser sur le hayon.
- Walter P. Chrysler Signature Series - 2005, 2006, 2007 et 2008.
- Limited Edition Platinum Series - 2004 seulement.
- Dream Cruiser Series - 2002-2005, 2009 seulement - Ajout d'un schéma de peinture bicolore et roues en alliage spécial.
- Sport - voir ci-dessous
- Classic - 2010 seulement - Mêmes caractéristiques que le niveau de finition Touring avec jantes en alliage.
- Couture - 2010 seulement - Ajout d'une option de couleur extérieure unique et intérieur garni de cuir bicolore en plus de la Classic.

Cabriolet 2 portes (mêmes caractéristiques que les modèles à hayon 5 portes avec toit convertible rétractable en tissu à commande électrique)
- Base
- GT
- Touring
- Limited (Australie)

## PT Cruiser GT
La PT Cruiser GT (également connue sous le nom de GT Cruiser) est une variante turbocompressée à haut rendement du PT Cruiser introduite en tant que modèle de 2003. Le moteur est amélioré par rapport au PT standard, y compris : une sangle de carter de vilebrequin plus solide, un pont plus épais avec des boulons à tête de 11 mm (vs 10 mm), un retour d'huile pour le turbo, un carter d'huile structurel en fonte d'aluminium, une pompe à huile de plus grande capacité, un vilebrequin en acier à dureté plus élevée, amélioration de l'usinage des tourillons de roulements, gicleurs d'huile (pour refroidir le dessous des pistons), pistons eutectiques en alliage d'aluminium fabriqués spécialement par Mahle et bielles forgées avec capuchons fissurés et boulons de 9 mm. La culasse était également différente pour les moteurs turbo, par rapport aux modèles atmosphériques. La version turbo été utilisée à la fois par la PT Cruiser GT et la Dodge Neon SRT-4 avec des soupapes et des sièges de plus grand diamètre, soupapes d'échappement en Inconel, refroidissement amélioré et plus grands passages de retour d'huile et différents arbres à cames. La finition moteur de la PT Cruiser Turbo diffère du moteur SRT-4 car le collecteur d'admission, la plomberie du turbocompresseur et le refroidisseur intermédiaire sont différents. Des mises à niveau telles que MOPAR Stage 1 et les supports de composants turbo étaient disponibles auprès du fabricant. De nombreuses pièces de performance du moteur SRT-4 sont compatibles avec le PT Cruiser GT.
Performance
- 215 ch (160 kW) à 5 000 tr/min et 332 N m à 3 600 tr/min (2003-2005)[14]
- 230 ch (172 kW) à 5 100 tr/min et 332 N m à 2 400 tr/min (2006+)[14]
- Vitesse de pointe de 201 km/h (Limité)

Equipements de série
- Boîte automatique ou boîte manuelle Getrag à 5 vitesses
- Freins à disque aux 4 roues avec ABS et antipatinage
- Rotors de frein à disque et étriers turbo plus grands
- Roues de 17" chromées avec pneus P205 / 50R17
- Carénage avant couleur carrosserie monotone avec ouvertures inférieures plus grandes
- Carénage arrière couleur carrosserie monotone avec ouverture d'échappement plus large
- Suspension spécialement réglée (qui a également baissé de 1 pouce)
- Système d'échappement optimisé pour les performances avec embout d'échappement de grand diamètre chromé

## Éditions spéciales d'usine

### Finition Flame & finition Woodie
Finition d'usine Flame - Autocollants en option inspirés de flammes qui s'étendaient des ailes avant.
Finition Woodie - Disponible uniquement sur les modèles de 2002-4, panneaux en bois simulés qui s'étendant sur le côté du véhicule et autour du hayon.

### Street Cruiser Route 66 Edition
Disponible en 2006, la Route 66 Edition était disponible en Solar Yellow et en Black. Cette version mettait en vedette des étriers de frein Solar Yellow, calandre couleur carrosserie, des vitres teintées, un spoiler monté sur le hayon, des pneus de performance toutes saisons de 17 pouces, des freins antiblocage aux quatre roues avec contrôle de traction à basse vitesse, un régulateur de vitesse et une suspension sport. Accents brillants inclus sur les moulures latérales chromées, un embout d'échappement chromé de 17 pouces (432 mm) et jantes Empire à cinq branches en aluminium chromé. L'identification extérieure comprenait un badge «Street Cruiser» avec des accents Solar Yellow sur le hayon et des badges «Route 66» sur les portes avant. Au total, 1443 modèles Route 66 ont été produits en Amérique du Nord, dont 142 équipés de transmissions manuelles à 5 vitesses.

### Street Cruiser Pacific Coast Highway Edition
Basée sur le modèle Chrysler PT Cruiser Touring de 2007, cette version avait une carrosserie Pacific Blue Pearl, freins antiblocage à disque aux 4 roues, plaquettes de seuil de porte avant lumineuses, porte-gobelets avec anneau d'accentuation lumineux à l'avant, pommeau de levier de vitesse en argent, boutons de verrouillage chromés, moulure latérale chromée, badge "Street Cruiser", insigne Pacific Coast Highway Edition, becquet arrière couleur carrosserie, embout d'échappement brillant, volant en cuir à rayons brillants, suspension sport, coussins gonflables latéraux supplémentaires, siège du conducteur à 6 réglages électriques, radio satellite Sirius, roues de 17 x 6 pouces recouvertes de platine d'aluminium avec pneus de performance toutes saisons 205 / 50R17XL 93H BSW et sièges en tissu avec insert bleu.

### Street Cruiser Sunset Boulevard Edition
La version Street Cruiser Sunset Boulevard Edition était basée sur la PT Cruiser LX de 2008 et était limitée à 500 unités. Elle comprenait une carrosserie "Sunset Crystal" rehaussé de divers éléments de carrosserie chromés, verre à teinte profonde, roues de 16 pouces chromées avec pneus de tourisme toutes saisons.

### Dream Cruiser Series 5

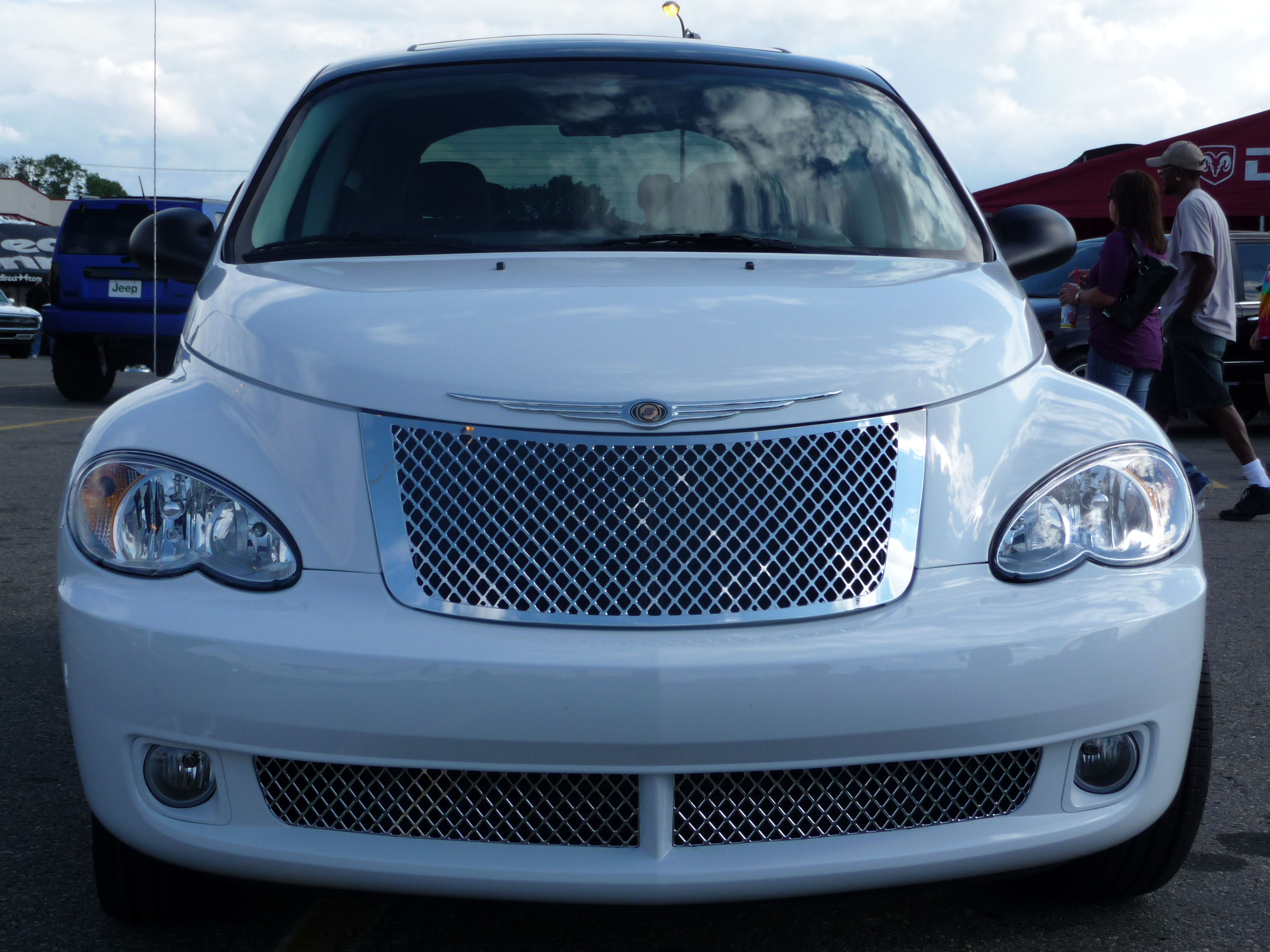
Chrysler PT Cruiser Dream Cruiser Series 5.

1 750 unités de la Chrysler PT Cruiser Dream Cruiser Series 5 sont produites au cours de l'année modèle 2009. Elle est dotée d'une transmission automatique à 4 vitesses, d'une carrosserie blanc nacré (sauf un exemplaire rouge inferno et un autre argent brillant) avec un toit et un becquet noirs, d'un intérieur gris avec garniture en cuir et en chrome, d'une calandre en aluminium à hachures croisées et à billettes supérieure et inférieure, de poignées de porte et moulures latérales chromées, d'un embout d'échappement en acier inoxydable chromé (sur turbo), de roues SRT Design de 17 pouces (432 mm) avec pneus toutes saisons, d'insignes de porte «PT» exclusifs, d'un badge de hayon PT Dream Cruiser Series 5, de phares antibrouillard et d'un becquet de capot Brilliant Black Crystal Pearl.
Le véhicule a été lancé conjointement avec la Woodward Dream Cruise 2008.

### PT Cruiser Sport
Basée sur la finition Classic, la version Sport comprenait un becquet de couleur carrosserie monté sur le toit, jantes en alliage de 16 pouces, badge PT Cruiser Sport et peinture métallisée graphite exclusive.
La PT Cruiser Sport était disponible avec un moteur essence de deux litres.

### Couture Edition

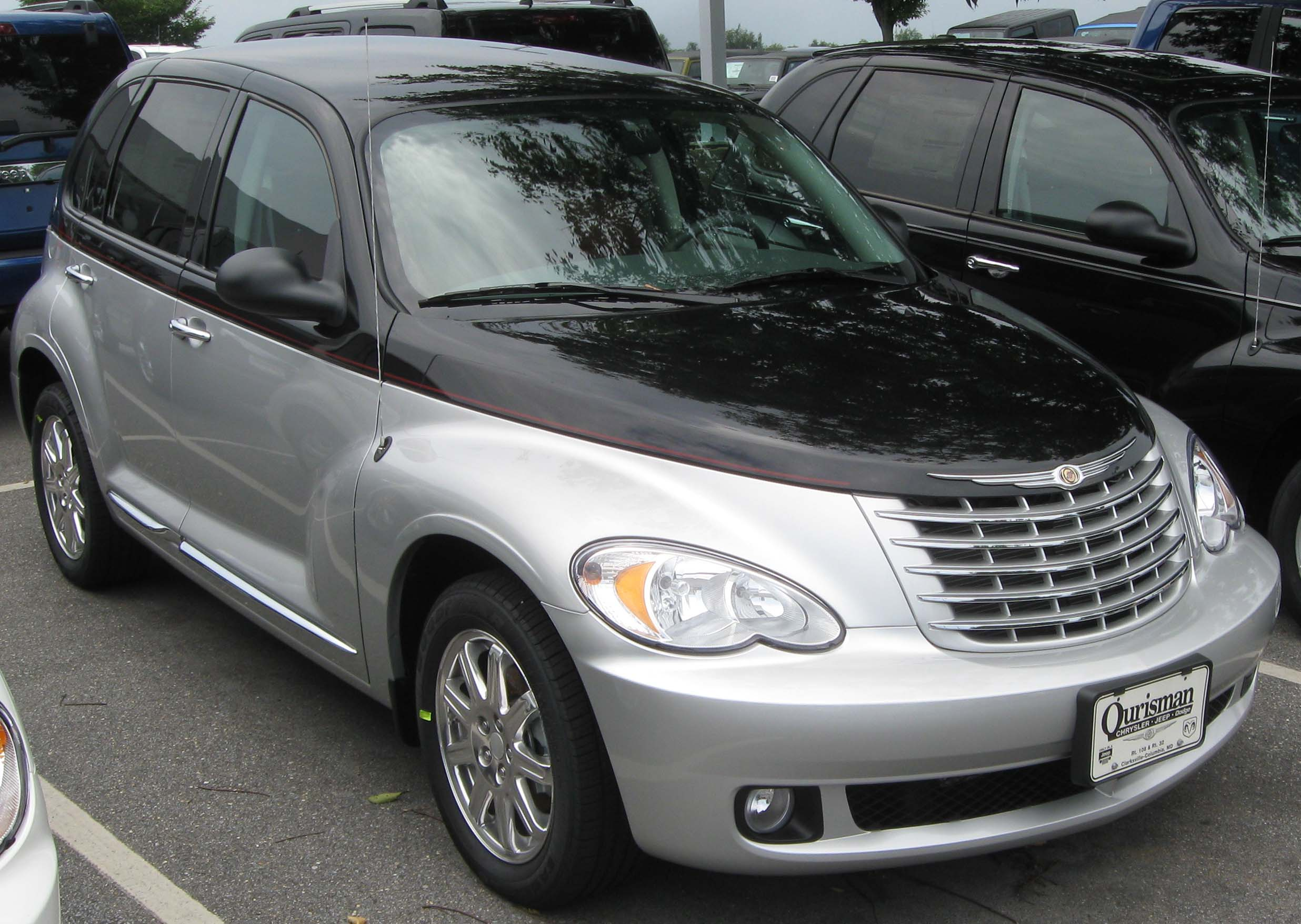
Chrysler PT Cruiser Couture Edition.

La Couture Edition est habillée d'une peinture contrastée bicolore : noir au-dessus de la ceinture de caisse et argent métallisé sur la partie inférieure, avec une rayure rouge divisant les deux. L'intérieur inclut des sièges baquets en cuir rouge Radar Red (ou cuir gris foncé en option) avec passepoil noir, un pommeau de levier de vitesses rouge ou noir et appliques chromées. Les caractéristiques extérieures comprennent des roues de 16 pouces chromées avec des moulures latérales et des accents chromés. La production s'est limitée à 500 exemplaires.

## Chrysler Panel Cruiser
La Chrysler Panel Cruiser était une étude de style qui est apparu au Salon de l'auto de Detroit 2000. Basé sur la PT Cruiser, elle comportait des panneaux à la place des portes arrière et un plancher en bois à la place des sièges arrière.

## Ventes en France
| Année | Ventes | Diff.    |
| ----- | ------ | -------- |
| 2000  | 1 332  |          |
| 2001  | 2 914  | +118,8 % |
| 2002  | 3 294  | +13 %    |
| 2003  | 3 468  | +5,3 %   |
| 2004  | 2 833  | -18,3 %  |
| 2005  | 2 437  | -26 %    |
| 2006  | 1 806  | -26 %    |
| 2007  | 1 024  | -43 %    |
| 2008  | 296    | -71 %    |
| 2009  | 185    | -38 %    |
| 2010  | 33     | -82 %    |
| Total | 19 622 |          |

### Jeux vidéo
La PT Cruiser apparaît dans les jeux Forza Horizon & Forza Motorsport  (Xbox)Forza Motorsport 2 (Xbox 360) Juiced Gran Turismo 4 (PlayStation 2) Gran Turismo 5 (PlayStation 3) (PlayStation 3) Gran Turismo 6 Midtown Madness 3 (Xbox)